# Katerina Harvati
Katerina Harvati (en griego: Κατερίνα Χαρβάτη ;Atenas, 1970) es una paleoantropóloga griega, especializada en la evolución humana moderna, sobre todo, en la aplicación de métodos de antropología geométrica morfométrica y virtual en 3D a la paleoantropología. Desde 2009, es profesora titular y directora de Paleoantropología en la Universidad de Tubinga, Alemania.

## Biografía
Harvati se graduó de la Universidad de Columbia, Nueva York, donde obtuvo una licenciatura en Antropología en 1994. Cuatro años después, obtuvo el posgrado en Antropología en el Hunter College, de la Universidad de la Ciudad de Nueva York. Después de su doctorado en CUNY en 2001 trabajó como profesora asistente en la Universidad de Nueva York. De 2004 a 2009, fue investigadora principal en el Instituto Max Planck de Antropología Evolutiva en Leipzig, Alemania.
En 2005, se convirtió en profesora asociada adjunta en la Escuela de Graduados de la Universidad de la Ciudad de Nueva York y en 2009 fue nombrada profesora titular en la Universidad de Tubinga y directora de Paleoantropología. En 2010, fue elegida miembro de la Asociación Estadounidense para el Avance de la Ciencia por sus contribuciones a la Paleoantropología. Harvati está casada con el empresario griego de biotecnología Elias Papatheodorou. Tienen dos hijos.

## Trayectoria profesional
La investigación de Harvati se centra en la evolución de los primates y humanos, así como en la teoría de la evolución, con énfasis en la paleobiología de los humanos del Pleistoceno y los orígenes humanos modernos. Ha realizado trabajos de campo en diferentes partes de Europa y África y ha contribuido a la comprensión de la relación de la variabilidad morfológica con la historia de la población y el medio ambiente.
Harvati ha liderado avances recientes en la comprensión de los orígenes humanos modernos y el comportamiento de los neandertales. Su trabajo reciente sobre los restos humanos fósiles de la cueva de Apidima, en el sur de Grecia, retrasó la llegada del Homo sapiens a Europa en más de 150 000 años, mostrando una dispersión humana más temprana y mucho más extendida geográficamente de lo que se creía (Harvati et al. al.2019 Nature). Este trabajo fue catalogado como uno de los descubrimientos más importantes del año por The Guardian, Discover Magazine y LiveScience, así como uno de los descubrimientos arqueológicos más importantes de la década por Gizmodo. Sus trabajos derrocaron suposiciones sobre el aumento de los niveles de violencia y lesiones traumáticas en relación con los humanos modernos (Beier et al.2018) y demuestra que los neandertales realizaban regularmente actividades de manipulación precisas, contrarias a las creencias anteriores (Karakostis et al.2018).
Otras contribuciones incluyen la evaluación del estado de la especie Neanderthal (Harvati et al. 2004 PNAS), la identificación de un humano moderno temprano en África del Sur (Grine et al. 2007 Science; una publicación que la revista TIME clasificó como uno de los diez descubrimientos principales del año); y la demostración de que los humanos modernos evolucionaron mucho antes de lo que se pensaba, hace unos 300 000 años en Marruecos (Hublin et al.2017, Nature). Finalmente, el trabajo de Harvati ha encabezado la investigación paleolítica y paleoantropológica en el sudeste de Europa (Harvati y Roskandic 2016, Tourloukis y Harvati 2018). Ha recibido dos subvenciones del Consejo Europeo de Investigación, una Subvención de inicio de ERC en 2011 y una Subvención de consolidación de ERC en 2016. Además, dirige un Centro de Estudios Avanzados sobre trayectorias lingüísticas, culturales y biológicas del pasado humano desde 2015.

## Premios
- 2016: ERC Consolidator Grant
- 2014: Premio de Investigación de Baden-Württemberg para investigación básica[18]
- 2011: ERC Starting Grant
- 2009: Premio Hellenes en el extranjero - Mujer del año 2009, Europa.[19]
- 2000: Beca del Año de Disertación de la Universidad de la Ciudad de Nueva York.
- 1998: Beca del Museo Americano de Historia Natural (Antropología y Paleontología).
- 1997: Alexander S. Onassis Public Benefit Foundation Doctoral Fellowship

## Publicaciones
- Harvati K., Röding C., Bosman A., Karakostis F.A., Grün R., Stringer C., Karkanas P., Thompson N.C., Koutoulidis V., Moulopoulos L.A., Gorgoulis V.G., Kouloukoussa M. 2019. Apidima Cave fossils provide earliest evidence of Homo sapiens in Eurasia. Nature 571, 500-504
- Lacruz R.S., Stringer C.B., Kimbel W.H., Wood B., Harvati K., O’Higgins P., Bromage T.G., Arsuaga J.-L. 2019. The evolutionary history of the human face. Nature Ecology & Evolution 3, 726-736
- Beier J., Anthes N., Wahl J., Harvati K. 2018. Similar cranial trauma prevalence among Neanderthals and Upper Paleolithic humans. Nature 563, 686-69.
- Karakostis F.A., Hotz G., Tourloukis V., Harvati K. 2018. Evidence for precision grasping in Neandertal daily activities. Science Advances 4, eaat2369.
- Tourloukis V., Harvati K. 2018. The Palaeolithic record of Greece: a synthesis of the evidence and a research agenda for the future. Quaternary International, SI Filling the Geographic Gaps in the Human Evolutionary Story, 466, 48-65.
- Benazzi S., Douka K., Fornai C., Bauer C. C., Kullmer O., Svoboda J., Pap I., Mallegni F., Bayle P., Coquerelle M., Condemi S., Ronchitelli A., Harvati K., Weber G. W. 2011. Early dispersal of modern humans in Europe and implications for Neanderthal behavior. Nature 479, 525-528.
- Hublin J.J., Ben-Ncer A., Bailey S., Freideline S., Neubauer S., Skinner M.M., Bergmann I., Le Cabec A., Benazzi S., Harvati K., Gunz P. 2017. New fossils from Jebel Irhoud (Morocco) and the Pan-African origin of Homo sapiens. Nature 546, 289-292.
- Reyes-Centeno H., Harvati K., Jäger G. 2016. Tracking modern human population history from linguistic and cranial phenotype. Scientific Reports. DOI: 10.1038/srep36645.
- Harvati K, Roksandic, M. (Eds.) 2016. Paleoanthropology of the Balkans and Anatolia: Human Evolution and its Context. Vertebrate Paleobiology and Paleoanthropology Series, Springer: Dordrecht.
- Harvati K.  2015. Neanderthals and their contemporaries. In: W. Henke and I. Tattersall (eds.) Handbook of Paleoanthropology, 2nd Edition. Springer, pp. 2243-2279.
- Reyes-Centeno H., Ghirotto S., Détroit F., Grimaud-Hervé D., Barbujani G, Harvati K. 2014. Genomic and Cranial Phenotype Data Support Multiple Modern Human Dispersals from Africa and a Southern Route into Asia. PNAS 111, 7248-7253.
- Harvati, K and Harrison, T. 2006. Neanderthals Revisited: New Approaches and Perspectives. Springer: Dordrecht. ISBN 978-1-4020-5120-3.
- Harvati K., Frost S.R. and McNulty K.P. 2004.  Neanderthal taxonomy reconsidered: Implications of 3D primate models of intra- and inter-specific differences. PNAS 101, 1147-1152.